# Litewska Marynarka Wojenna
Litewska Marynarka Wojenna (lit. Lietuvos karinės jūrų pajėgos) skrótowo LKJP  – marynarka wojenna Litwy, siły morskie Litewskich Sił Zbrojnych. Istniała w latach 1935–1939, reaktywowana w 1992. Obecnie dowódcą jest admirał floty Kęstutis Macijauskas.

## Geneza
Chociaż powstanie litewskiej Marynarki Wojennej datuje się na okres międzywojenny, to jednak już wcześniej istniały litewskie tradycje morskie. Bałtyckie plemię Estów osiadłe nad brzegami Morza Bałtyckiego budowało statki wykorzystywane do celów handlowych i wojskowych. Według kronik w XIII w. Kurowie i Żmudzini próbowali zniszczyć zamki w Rydze i Kłajpedzie, atakując je ze statków. Znane jest również zwycięstwo litewskiej flotylli na Niemnie w czasie panowania Witenesa. Utrata terytoriów w pobliżu Morza Bałtyckiego miała negatywny wpływ na rozwój litewskiej floty wojennej.
Również w okresie Rzeczypospolitej Obojga Narodów udział Wielkiego Księstwa Litewskiego w budowie sił morskich Rzeczypospolitej był niewielki. Jednak to właśnie na Litwie powstała pierwsza polska uczelnia morska – Szkoła Majtków, założona w 1780 w Nieświeżu przez wojewodę wileńskiego Karola Stanisława Radziwiłła. Warto też wspomnieć o kolonizacji Tobago przez Kurlandię w tym okresie.
W pewnym sensie do litewskich tradycji morskich zaliczyć można działania powstańców styczniowych zmierzające do utworzenia marynarki wojennej, zwłaszcza desant Teofila Łapińskiego w rejonie Kłajpedy. W tym jednak okresie drogi polskiego i litewskiego odrodzenia narodowego rozchodziły się już coraz bardziej drastycznie.

## Utworzenie Litewskiej Marynarki Wojennej

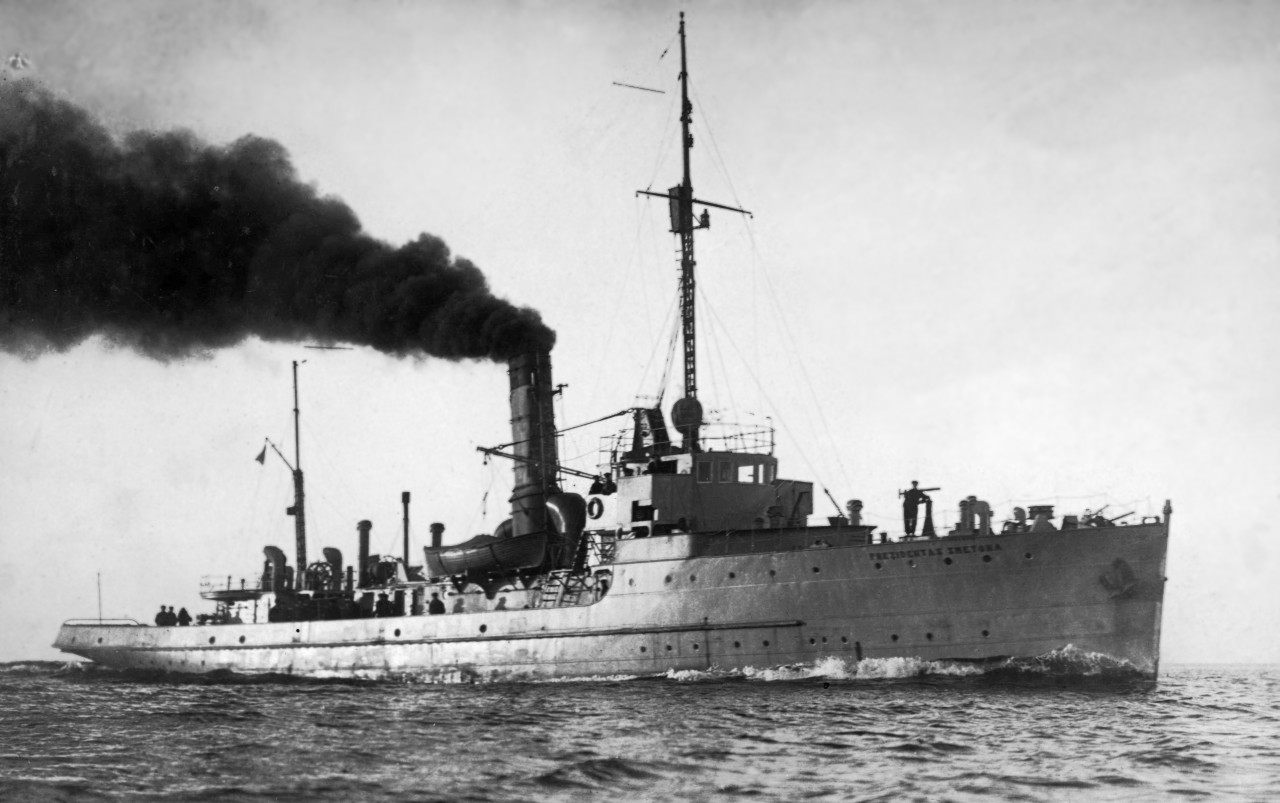
Okręt flagowy w okresie międzywojennym „Prezidentas Smetona”

Po I wojnie światowej rząd odrodzonej Litwy próbował stworzyć marynarkę wojenną. Jednak z różnych przyczyn politycznych i ekonomicznych (m.in. brak odpowiedniego portu morskiego; jedyne miejscowości nadmorskie Połąga i Butynga nie spełniały wymagań) tylko częściowo udało się zrealizować pomysł budowy morskich sił zbrojnych. Dopiero w 1923 roku Litwie udało się uzyskać szerszy dostęp do morza poprzez zajęcie niemieckojęzycznego Memellandu z dużym portem w Kłajpedzie, co pozwoliło na stopniową budowę marynarki wojennej.
Pierwszym krokiem w kierunku realizacji tego przedsięwzięcia był zakup 10-letniego niemieckiego trałowca w 1927 r. Został przeznaczony do celów dozorowania granicy morskiej i nazwany „Prezidentas Smetona”. Dowódcą jednostki był komandor (lit. jūrų kapitonas) Antanas Kaškelis. Oprócz tego jedynego okrętu wojennego kilka małych łodzi motorowych wykonywało zadania patrolowe w okolicach portu w Kłajpedzie. Oficerowie marynarki wojennej kształcili się za granicą.
1 września 1935 roku naczelny wódz litewskich sił zbrojnych, generał Stasys Raštikis, oficjalnie powołał Litewską Marynarkę Wojenną jako część litewskich sił zbrojnych. Jej okrętem flagowym został „Prezidentas Smetona”, przeznaczony głównie do roli okrętu szkolnego. Jej istnienie zostało raptownie przerwane 22 marca 1939 roku, kiedy to na skutek ultimatum ministra spraw zagranicznych III Rzeszy Joachima von Ribbentropa Litwa musiała oddać Memelland Niemcom, a nieliczna Marynarka Wojenna schroniła się w łotewskiej Lipawie.
Słabym krajom bałtyckim, wobec coraz bardziej napiętej sytuacji militarnej w Europie, nie mogła pomóc ani deklaracja neutralności z roku 1938, ani nawet podpisany 7 czerwca 1939 pakt o nieagresji z Niemcami. 14 czerwca 1940 roku Kowno otrzymało sowieckie ultimatum domagające się zmiany rządu i zgody na wejście na terytorium Litwy Armii Czerwonej. 6 sierpnia, na „prośbę ludu litewskiego” o przyłączenie do ZSRR, Litwa, podobnie jak Łotwa i Estonia, została włączona do Związku Sowieckiego jako republika związkowa.
Po zajęciu krajów bałtyckich okręt „Prezidentas Smetona” został wcielony jako „Korałł” do sowieckiej Floty Bałtyckiej (w roku 1945 został zatopiony w Zatoce Fińskiej).

## Współczesność
Po ogłoszeniu deklaracji niepodległości 11 marca 1990 roku Litwa przystąpiła do odbudowy państwowości, w tym także sił zbrojnych. 4 lipca 1992 roku odtworzono Litewską Marynarkę Wojenną. Juozapas Algis Leisis został mianowany dowódcą Dywizjonu Straży Przybrzeżnej.
Jesienią roku 1992 Litwie udało się pozyskać od Rosji dwie lekkie fregaty z podziału floty radzieckiej: „Žemaitis” (F11) i „Aukštaitis” (F12). Po przeszkoleniu załóg, w czerwcu 1994 roku „Aukštaitis” wzięła po raz pierwszy udział w międzynarodowych ćwiczeniach BALTOPS (w poprzednim roku litewska marynarka uczestniczyła w nich w charakterze obserwatora). W ten sposób zapoczątkowana została stała współpraca Litewskiej Marynarki Wojennej z flotami sąsiednich krajów nadbałtyckich oraz państw NATO.
Innym kamieniem milowym na drodze rozwoju marynarki wojennej było utworzenie w roku 1993 Zespołu Straży Przybrzeżnej, który później zmienił nazwę na Służba Straży Przybrzeżnej.
1 kwietnia 2004 roku Litwa stała się oficjalnie stałym członkiem NATO i rozpoczęła przyspieszoną modernizację swej marynarki wojennej.

Bandera naczelnego dowódcy Sił Zbrojnych
Bandera szefa sztabu marynarki wojennej
Bandera innych dowódców marynarki wojennej

## Wyposażenie
| Nazwa                       | Zdjęcie                  | Kraj pochodzenia         | Klasa i typ                          | Rok budowy               | Wejście do służby        | Uwagi                                               |
| Eskadra okrętów minowych    | Eskadra okrętów minowych | Eskadra okrętów minowych | Eskadra okrętów minowych             | Eskadra okrętów minowych | Eskadra okrętów minowych | Eskadra okrętów minowych                            |
| --------------------------- | ------------------------ | ------------------------ | ------------------------------------ | ------------------------ | ------------------------ | --------------------------------------------------- |
| N42 „Jotvingis”             |                          | Norwegia                 | Stawiacz min typu Vidar              | 1977                     | 2006                     | okręt wsparcia i dowodzenia dawny KNM „Vidar” (N52) |
| M53 „Skalvis”               |                          | Wielka Brytania          | Niszczyciel min typu Hunt            | 1982                     | 2013                     | dawny HMS „Cottesmore”                              |
| M54 „Kuršis”                |                          | Wielka Brytania          | Niszczyciel min typu Hunt            | 1982                     | 2013                     | dawny HMS „Dulverton”                               |
| Eskadra okrętów patrolowych |                          |                          |                                      |                          |                          |                                                     |
| P11 „Žemaitis”              |                          | Dania                    | Patrolowiec typu Flyvefisken         | 1985                     | 2008                     | dawny HDMS „Flyvefisken” (P550)                     |
| P12 „Dzūkas”                |                          | Dania                    | Patrolowiec typu Flyvefisken         | 1988                     | 2009                     | dawny „Hajen” (P551)                                |
| P14 „Aukštaitis”            |                          | Dania                    | Patrolowiec typu Flyvefisken         | 1993                     | 2010                     | dawny „Lommen” (P559)                               |
| P15 „Sėlis”                 |                          | Dania                    | Patrolowiec typu Flyvefisken         | 1988                     | 2017                     | dawny HDMS „Havkatten” (P552)                       |
| Grupa okrętów portowych     |                          |                          |                                      |                          |                          |                                                     |
| „Šakiai”                    |                          | ZSRR                     | Okręt poszukiwawczo-ratowniczy (SAR) | 1986                     | 2009                     |                                                     |
| H21                         |                          | ZSRR                     | Kuter                                | 1983                     | 1992                     | okręt wsparcia                                      |
| H22                         |                          | Szwecja                  | Holownik                             | 1955                     | 2000                     | może działać jako ślizg lodowy                      |
| H24 „Lokys”                 |                          | Holandia                 | Holownik                             | 2024                     | 2025                     | Holownik wielozadaniowy                             |

### Okręty wycofane ze służby
- A41 „Vėtra”  – „Walerian Urywajew”, okręt meteorologiczny (dawny „Rudolf Samojłowicz”), zbudowany w 1977, w LMW: 1992–2007, jako okręt wsparcia (złomowany);
- F11 „Žemaitis”  – korweta projektu 1124 (dawny „Komsomolec Łatwii”), zbudowany w 1981, w LMW: 1992-2008 (złomowany);
- F12 „Aukštaitis”  – korweta projektu 1124, (dawny „MPK-44”), zbudowany w 1980, w LMW: 1992-2009 (złomowany);
- M51 „Kuršis”  – trałowiec typu Lindau (dawny „Marburg”), zbudowany w 1959, w LMW: 2000–2010[14];
- M52 „Sūduvis”  – trałowiec typu Lindau (dawny „Koblenz”), zbudowany w 1958, w LMW: 1999-2021, zachowany jako okręt-muzeum w Kłajpedzie[15];
- P31 „Dzūkas”  – patrolowiec typu Storm (dawny kuter rakietowy „Kjekk”, P965), zbudowany w 1965, w LMW: 1995-2007;
- P32 „Sėlis”  – patrolowiec typu Storm (dawny kuter rakietowy „Skudd”), zbudowany w 1967, w LMW: 2001-2016;
- P33 „Skalvis”  – patrolowiec typu Storm (dawny kuter rakietowy „Steil”, P969), zbudowany w 1967, w LMW: 2001–2009.
- H23 „Lokys”  – kuter nurkowy, zbudowany 1941, w LMW: 2003–2012[16].

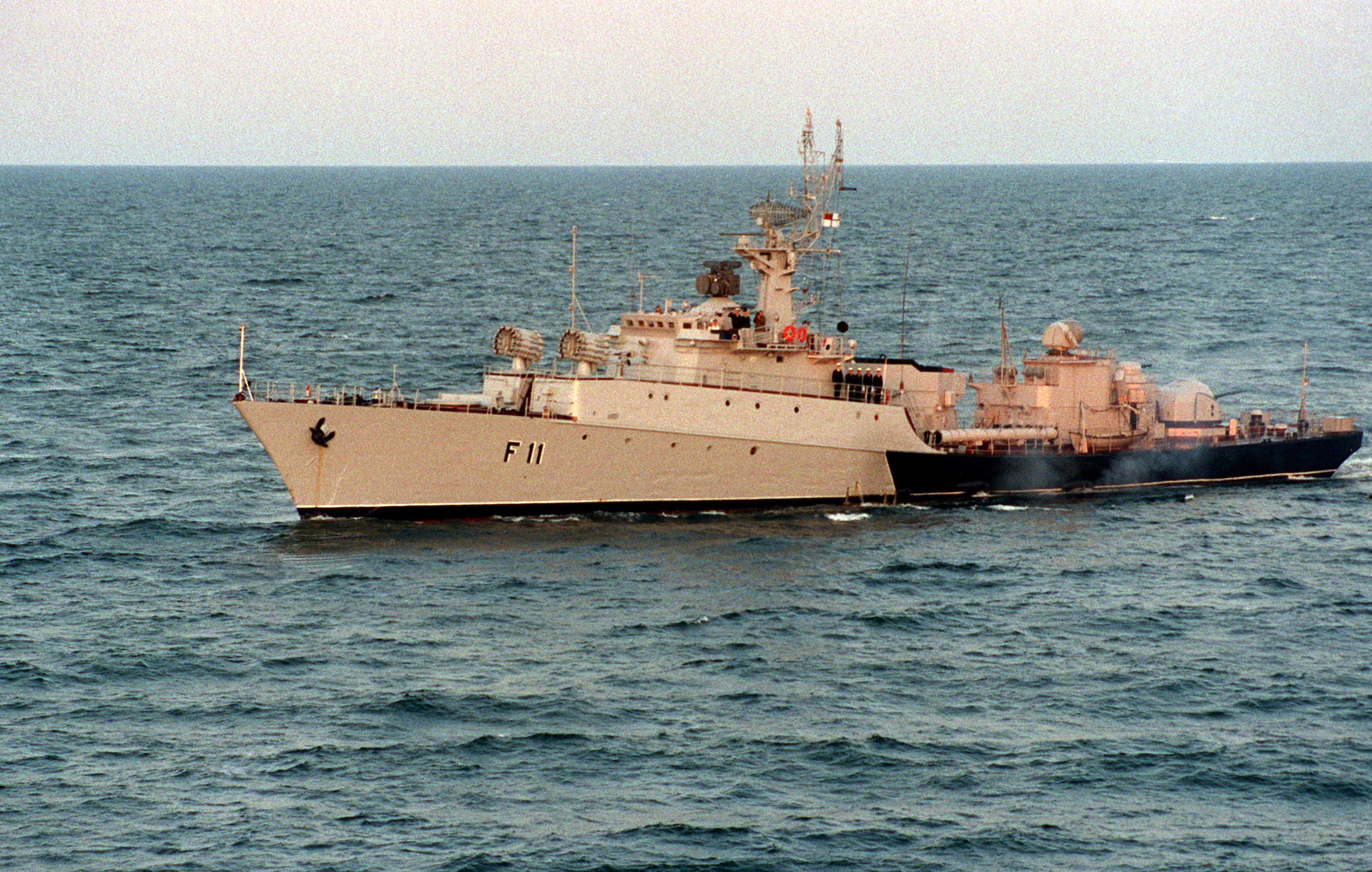
F11 „Žemaitis”
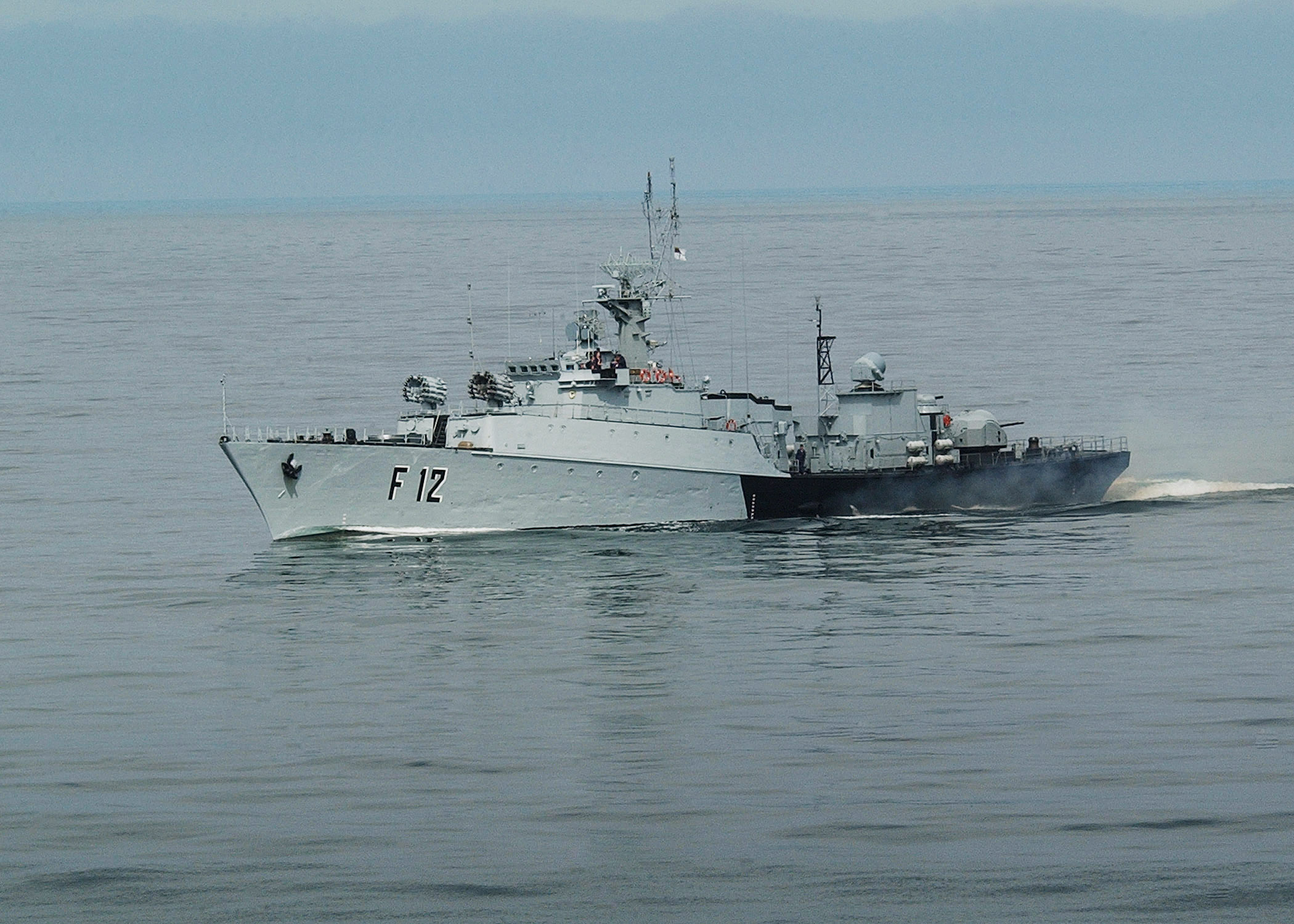
F12 „Aukštaitis”
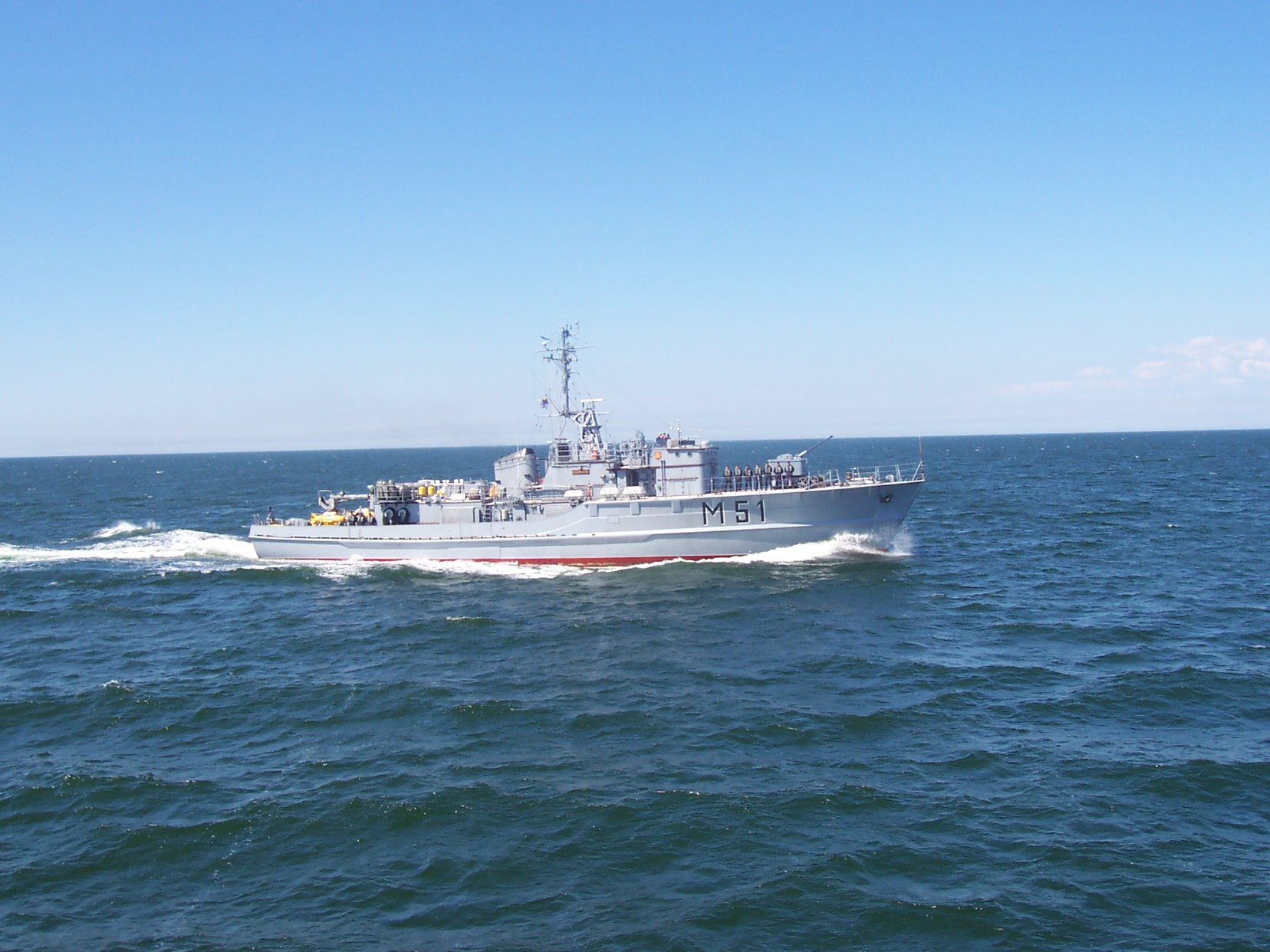
M51 „Kursis”
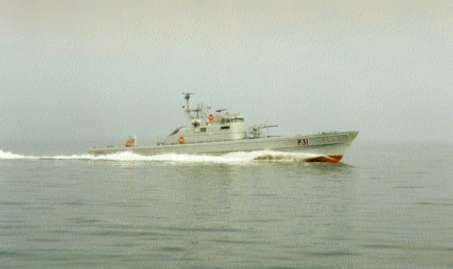
P31 „Dzūkas”
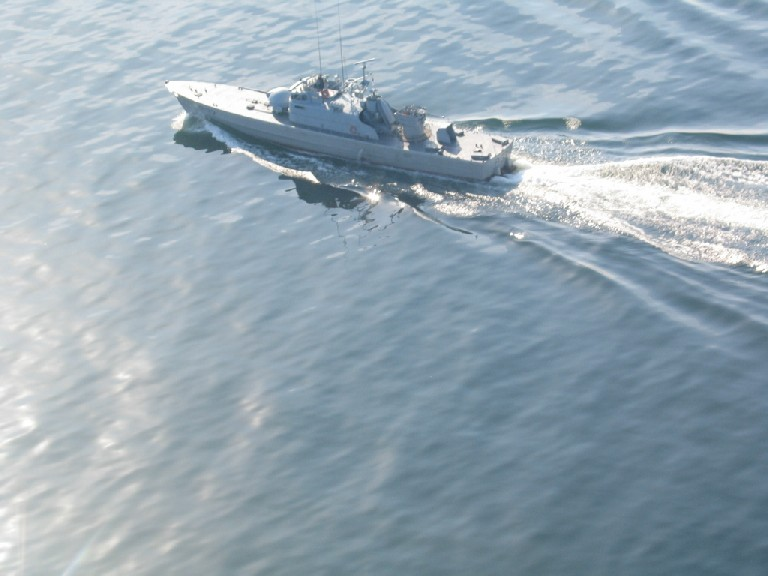
P32 „Selis”
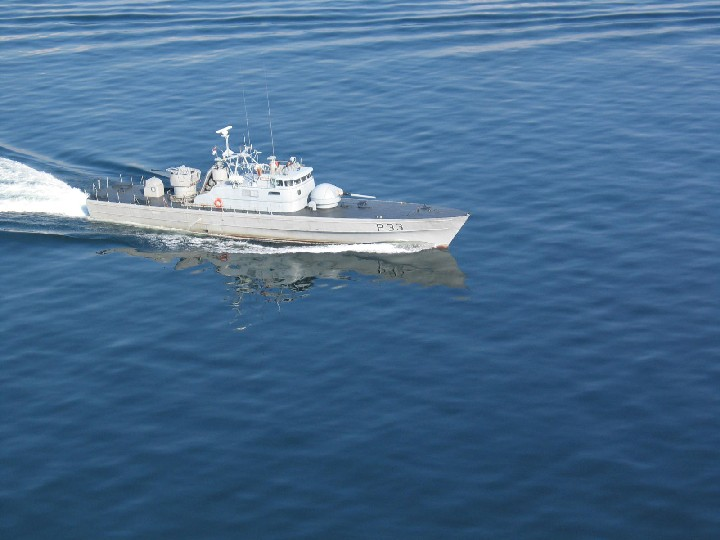
P33 „Skalvis”